# Inocencio Ferrer Ovide
Inocencio Ferrer Ovide (Vilamartín de Valdeorras, 15 de diciembre de 1915 - Santiago de Compostela, 18 de julio de 1992), fue un sastre, fotógrafo y político español exiliado en México, donde realizó una intensa actividad social, cultural y política.

## Trayectoria
Exiliado tras la Guerra Civil. Llega a Veracruz (México) en junio de 1939 y posteriormente reside en Guadalajara (Jalisco). Tesorero del "Padroado da Cultura Galega de México". De su matrimonio con Eva Hernández de Ferrer nació su hija Nelia Ferrer Hernández, directora del Club de Danza de la Escuela Normal superior de México[1].
Como consecuencia del golpe militar franquista se verá obligado a huir de Valdeorras (Ourense) hacia Asturias y, tras pasar por Francia[2], el 13 de junio de 1939 entrará en México como exiliado[3] a bordo del buque Sinaia[4]. En este país compartirá amistad y militancia comunista, entre otros exiliados, con el cineasta Carlos Velo, y será administrador de los números 3 y 4 de la revista Vieiros[5] (1959-1968), revista en la que Velo fue director. 
También formará parte, y será Tesorero, del Padroado da Cultura Galega en México del que Carlos Velo fue promotor en el año 1953, así como del equipo responsable de la emisión desde 1951 del programa “Hora do Padroado da Cultura Galega en México” que, con una importante audiencia, se emitía desde Radio Ferreiro en aquella capital. Ya en el año 1957 fue miembro de la Comisión Organizadora del homenaje al Presidente Lázaro Cárdenas en representación[6] del citado “Padroado”.
Tanto en la revista Vieiros como en el Padroado coincidirá con su paisano y escritor de Vilamartín de Valdeorras, también refugiado en México, Florencio Delgado.
Inocencio Ferrer a partir de los años 80 residirá largas temporadas en Valdeorras, haciendo ocasionales visitas familiares a México. Fallece en Santiago de Compostela[7] el 18 de julio de 1992.